# Vrh (gmina Zagorje ob Savi)
Vrh – wieś w Słowenii, w gminie Zagorje ob Savi. W 2018 roku liczyła 22 mieszkańców.